# Adelpha
Genre
Adelpha est un genre de lépidoptères (papillons) américains de la famille des Nymphalidae, de la sous-famille des Limenitidinae et de la tribu des Limenitidini.

## Systématique
Le genre Adelpha a été décrit par l'entomologiste allemand Jakob Hübner en 1819, avec pour espèce type Papilio mesentina Cramer, [1777].
Synonyme : Heterochroa Boisduval, 1836

## Liste des espèces
Selon Funet :
Groupe alala
- Adelpha alala (Hewitson, 1847)
- Adelpha aricia (Hewitson, 1847)
- Adelpha corcyra (Hewitson, 1847)
- Adelpha donysa (Hewitson, 1847)
- Adelpha pithys (Bates, 1864)
- Adelpha tracta (Butler, 1872)

Groupe capucinus
- Adelpha barnesia Schaus, 1902
- Adelpha capucinus (Walch, 1775)
- Adelpha barnesia (Schaus, 1902)
- Adelpha epizygis (Fruhstorfer, 1915)
- Adelpha fabricia (Fruhstorfer, 1913)

Groupe cocala
- Adelpha argentea (Willmott & Hall, 1995)
- Adelpha boreas (Butler, 1866)
- Adelpha cocala (Cramer, 1779)
- Adelpha coryneta (Hewitson, 1874)
- Adelpha erymanthis (Godman & Salvin, 1884)
- Adelpha felderi (Boisduval, 1870)
- Adelpha irmina (Doubleday, 1848)
- Adelpha jordani (Fruhstorfer, 1913)
- Adelpha justina (C. & R. Felder, 1861)
- Adelpha lamasi (Willmott & Hall, 1999)
- Adelpha leucophthalma (Latreille, 1809)
- Adelpha levona (Steinhauser & Miller, 1977)
- Adelpha milleri (Beutelspacher, 1976)
- Adelpha olynthia (C. & R. Felder, 1867)
- Adelpha rothschildi (Fruhstorfer, 1913)
- Adelpha salus (Hall, 1935)
- Adelpha saundersii (Hewitson, 1867)
- Adelpha shuara (Willmott & Hall, 1995)
- Adelpha sichaeus (Butler, 1866)
- Adelpha stilesiana (DeVries & Chacón, 1982)
- Adelpha zina (Hewitson, 1867)

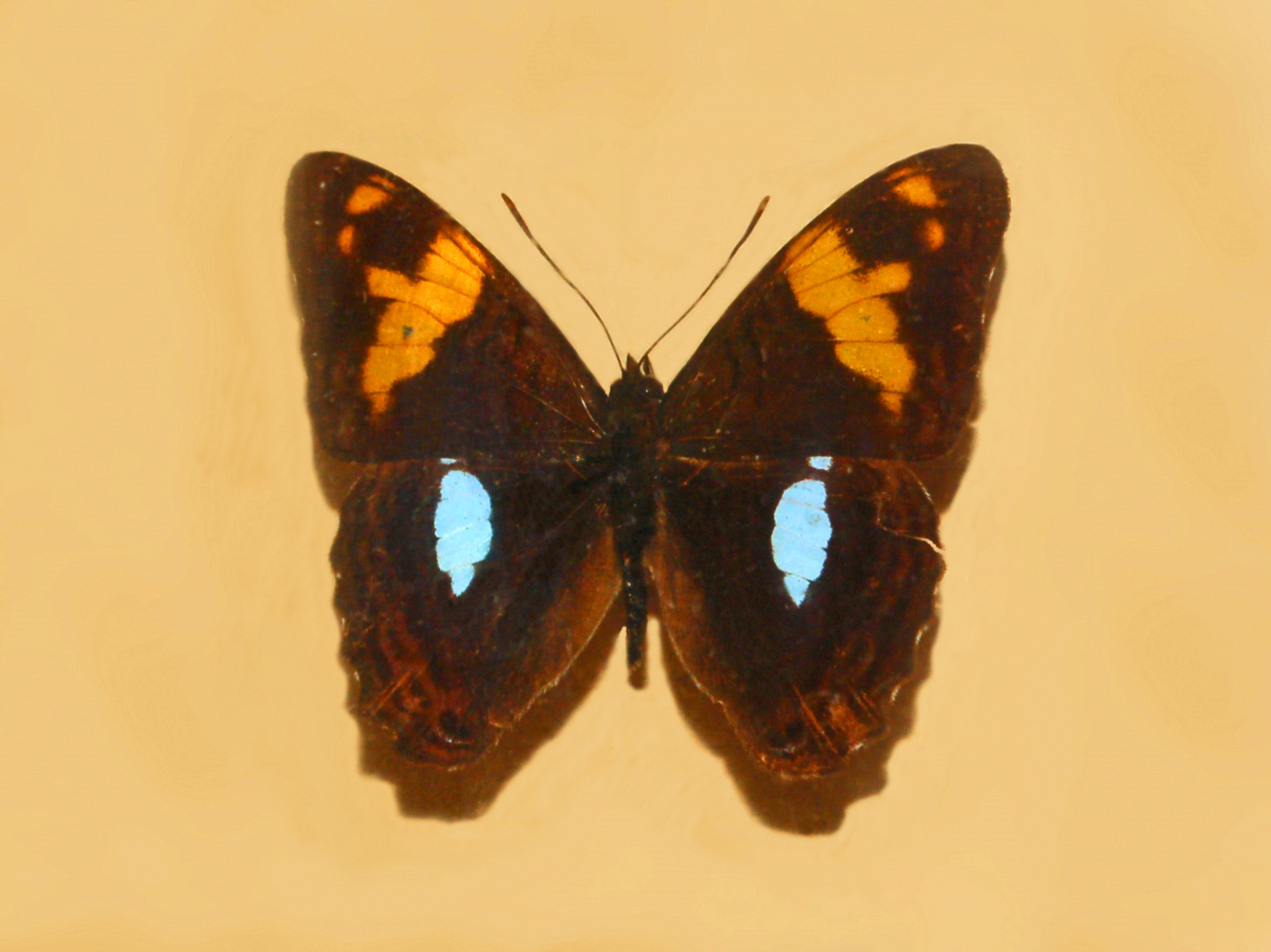
Adelpha justina

Groupe iphiclus
- Adelpha abyla (Hewitson, 1850)
- Adelpha basiloides (Bates, 1865)
- Adelpha calliphane (Fruhstorfer, 1915)
- Adelpha falcipennis (Fruhstorfer, 1915)
- Adelpha gavina (Fruhstorfer, 1915)
- Adelpha iphicleola (Bates, 1864)
- Adelpha iphiclus (Linnaeus, 1758)
- Adelpha mythra (Godart, 1824)
- Adelpha plesaure ( Hübner, 1823)
- Adelpha poltius (Hall, 1938)
- Adelpha thessalia (C. & R. Felder, 1867)
- Adelpha thoasa (Hewitson, 1850)

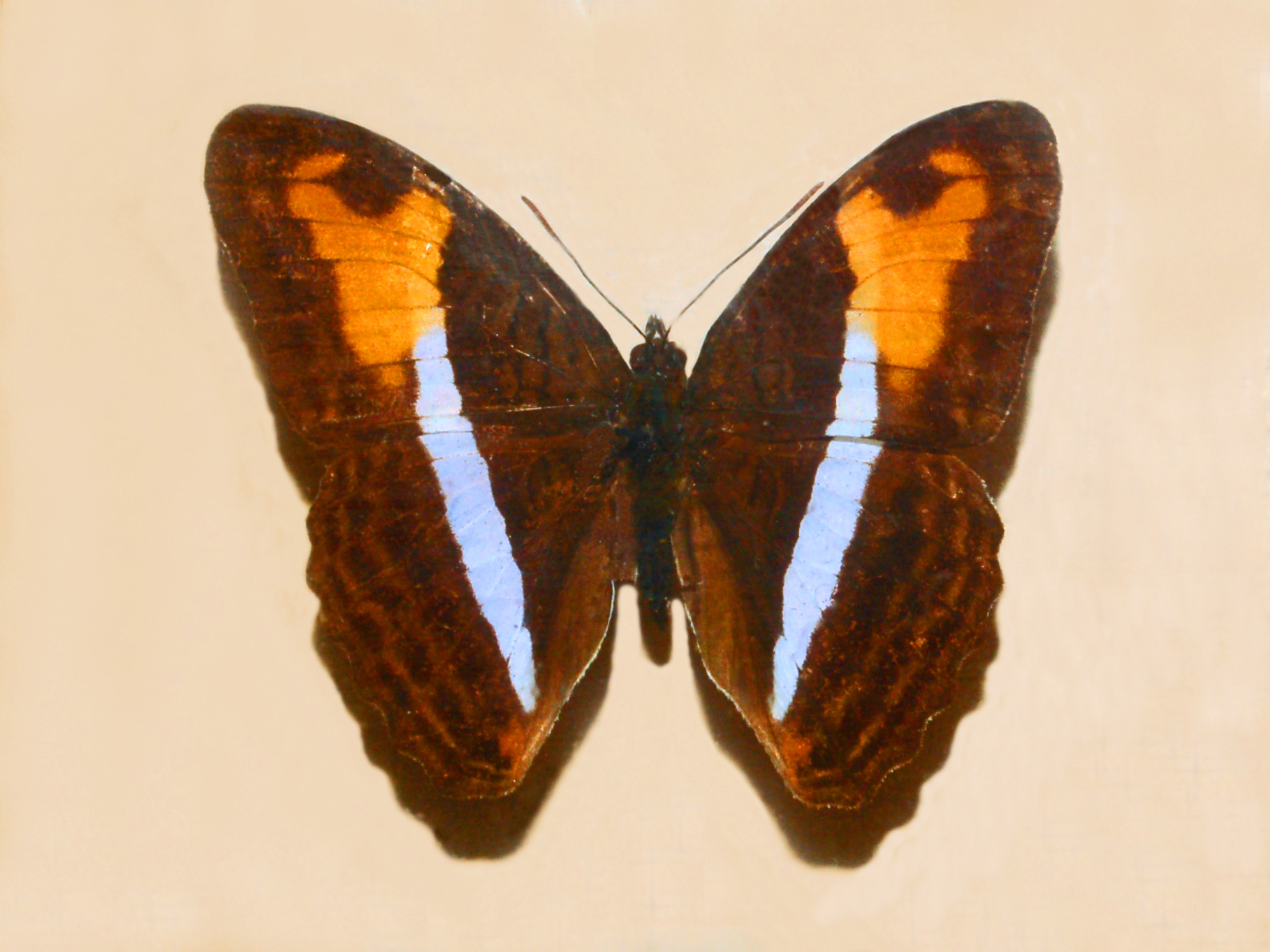
Adelpha plesaure

Groupe phylaca
- Adelpha erotia (Hewitson, 1847)
- Adelpha lycorias (Godart, 1824)
- Adelpha mesentina (Cramer, 1777)
- Adelpha phylaca (Bates, 1866)
- Adelpha thesprotia (C. & R. Felder, 1867)

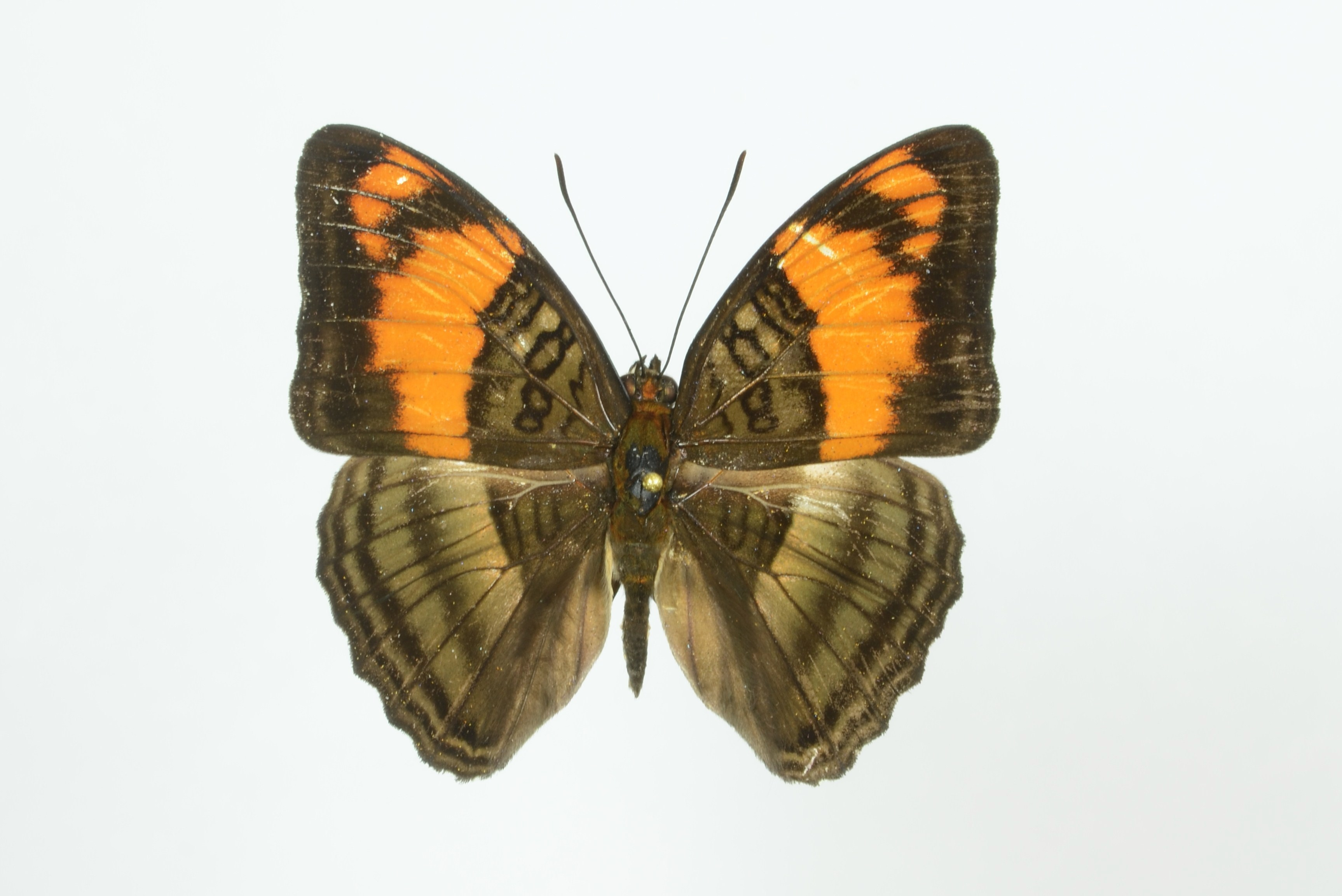
Adelpha mesentina

Groupe serpa
- Adelpha bredowii (Geyer, 1837)
- Adelpha diocles (Godman & Salvin, 1878)
- Adelpha eulalia (E. Doubleday, 1848)
- Adelpha herbita (Weymer, 1907)
- Adelpha hyas (Doyère, 1840)
- Adelpha nea (Hewitson, 1847)
- Adelpha paraena (Bates, 1865)
- Adelpha paroeca (Bates, 1864)
- Adelpha radiata (Fruhstorfer, 1915)
- Adelpha seriphia (C. & R. Felder, 1867)
- Adelpha serpa (Boisduval, 1836)
- Adelpha zea (Hewitson, 1850)

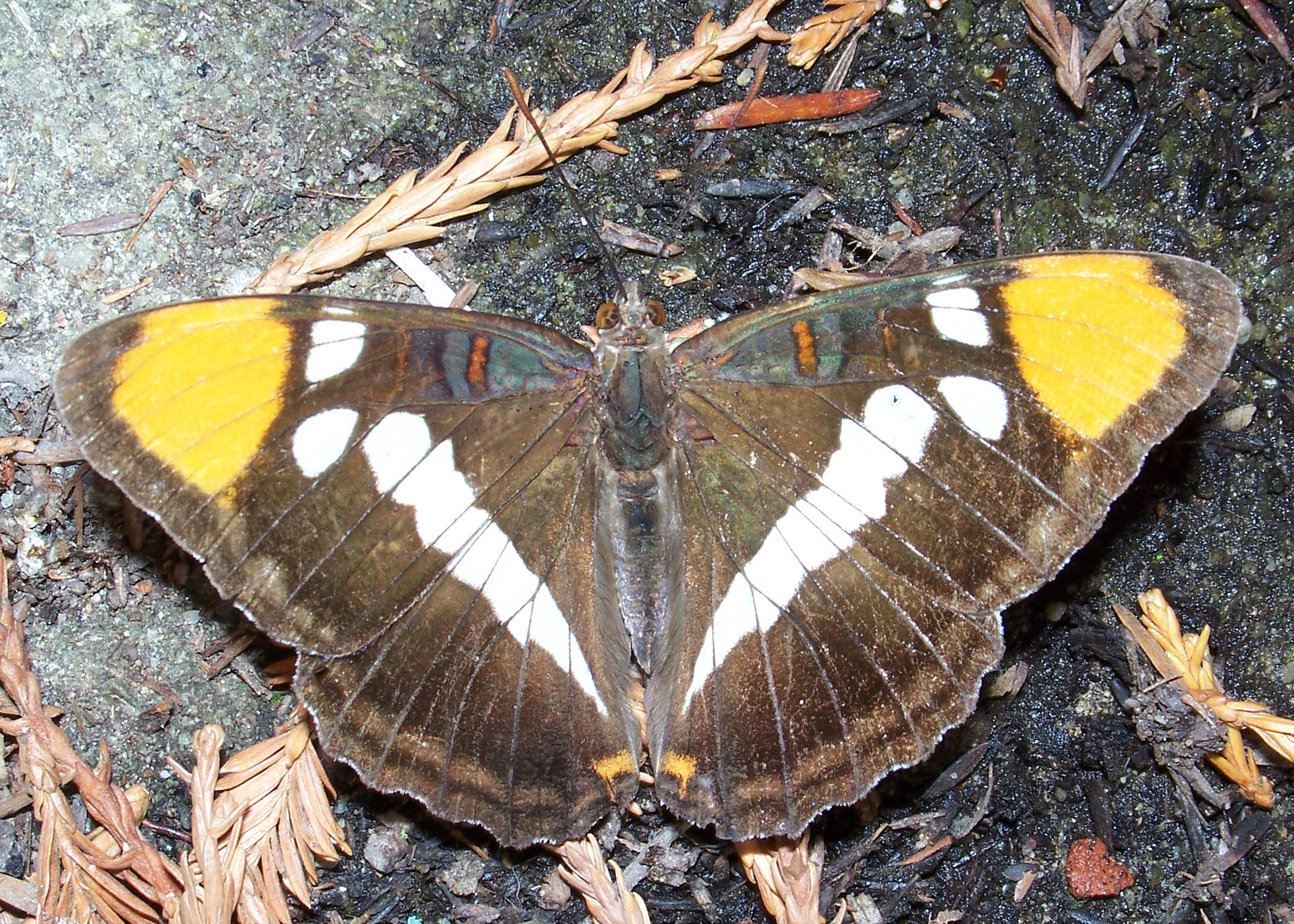
Adelpha bredowii

Espèces non placées dans un groupe
- Adelpha abia (Hewitson, 1850)
- Adelpha amazona (Austin & Jasinski, 1999)
- Adelpha atlantica (Willmott, 2003)
- Adelpha attica (C. & R. Felder, 1867)
- Adelpha boeotia (C. & R. Felder, 1867)
- Adelpha cytherea (Linnaeus, 1758)
- Adelpha demialba (Butler, 1872)
- Adelpha delinita (Fruhstorfer, 1913)
- Adelpha ethelda (Hewitson, 1867)
- Adelpha epione (Godart, 1824)
- Adelpha fessonia (Hewitson, 1847)
- Adelpha gelania (Godart, 1824)
- Adelpha heraclea (C. & R. Felder, 1867)
- Adelpha hesterbergi (Willmott & Hall, 1999)
- Adelpha leuceria (Druce, 1874)
- Adelpha leucerioides (Beutelspacher, 1975)
- Adelpha malea (C. & R. Felder, 1861)
- Adelpha melona (Hewitson, 1847)
- Adelpha naxia (C. & R. Felder, 1867)
- Adelpha pollina (Fruhstorfer, 1915)
- Adelpha salmoneus (Butler, 1866)
- Adelpha syma (Godart, 1824)
- Adelpha viola (Fruhstorfer, 1913)

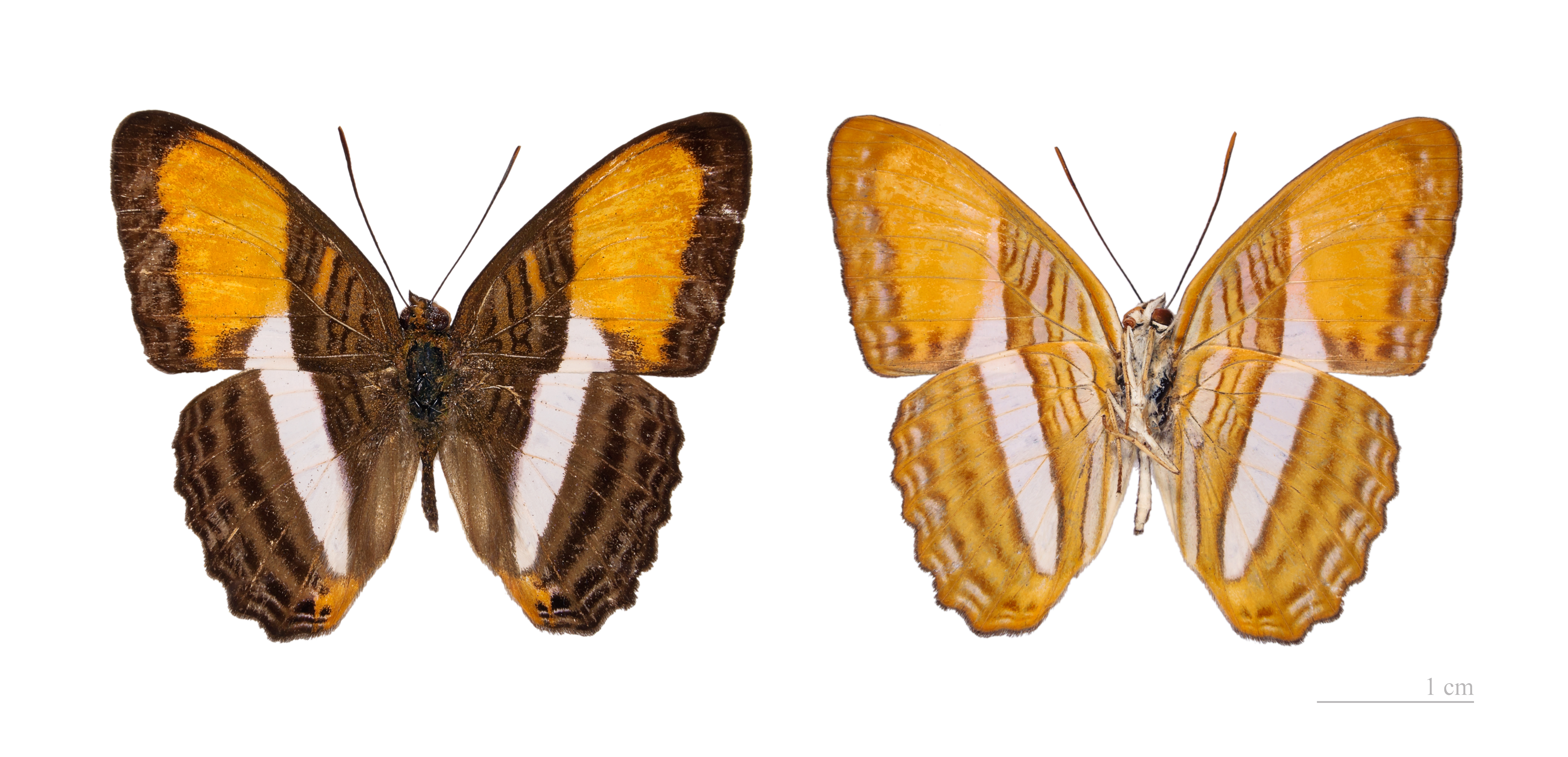
Adelpha cytherea- MHNT
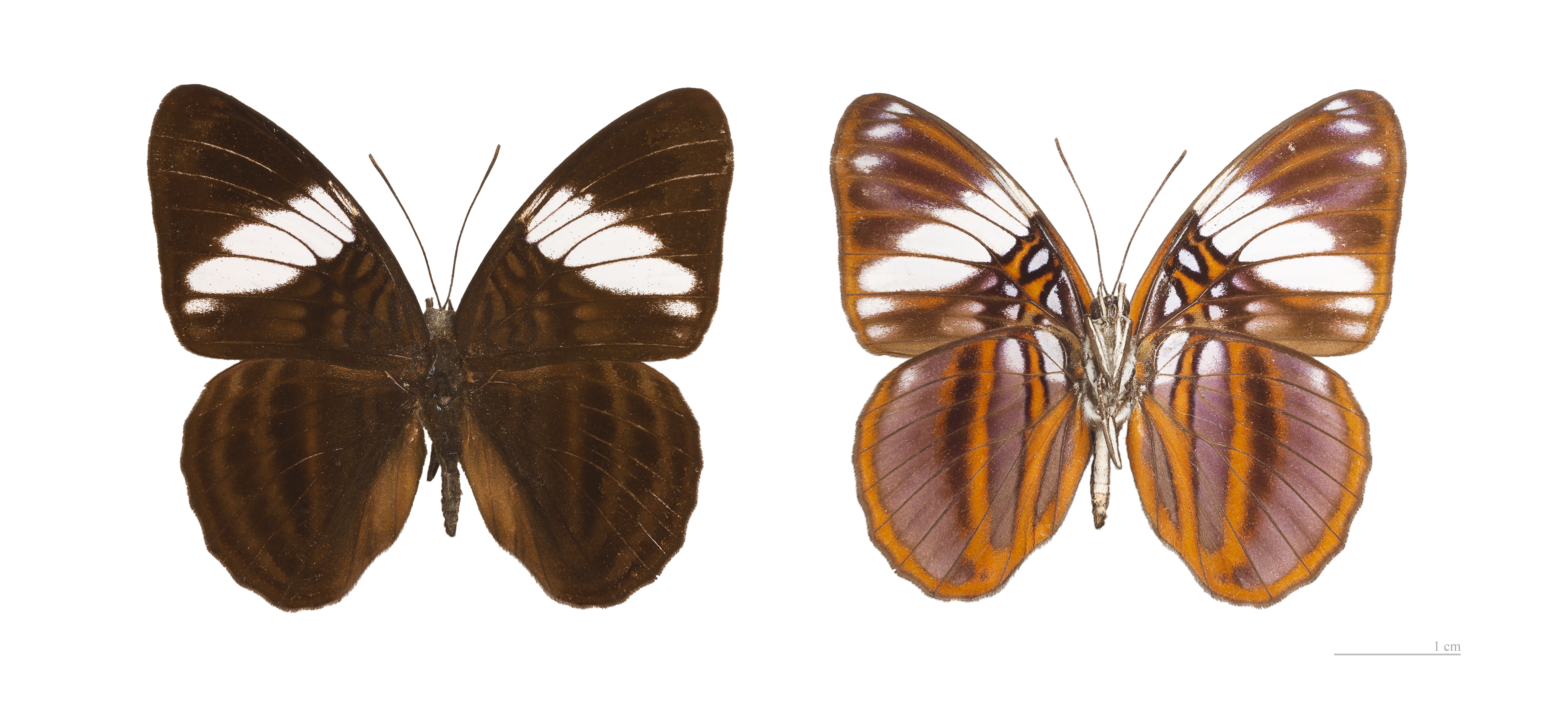
Adelpha epione- MHNT
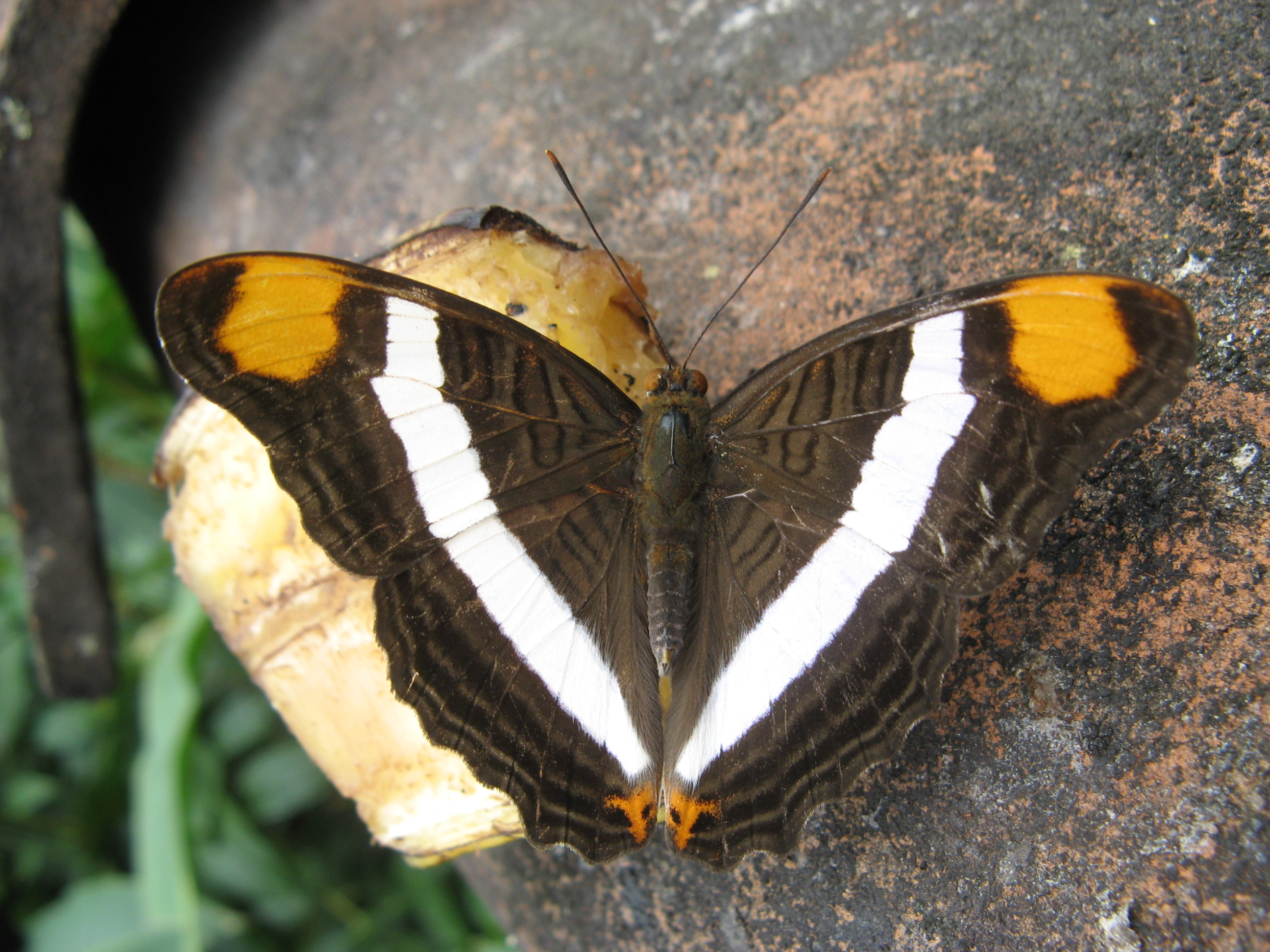
Adelpha fessonia
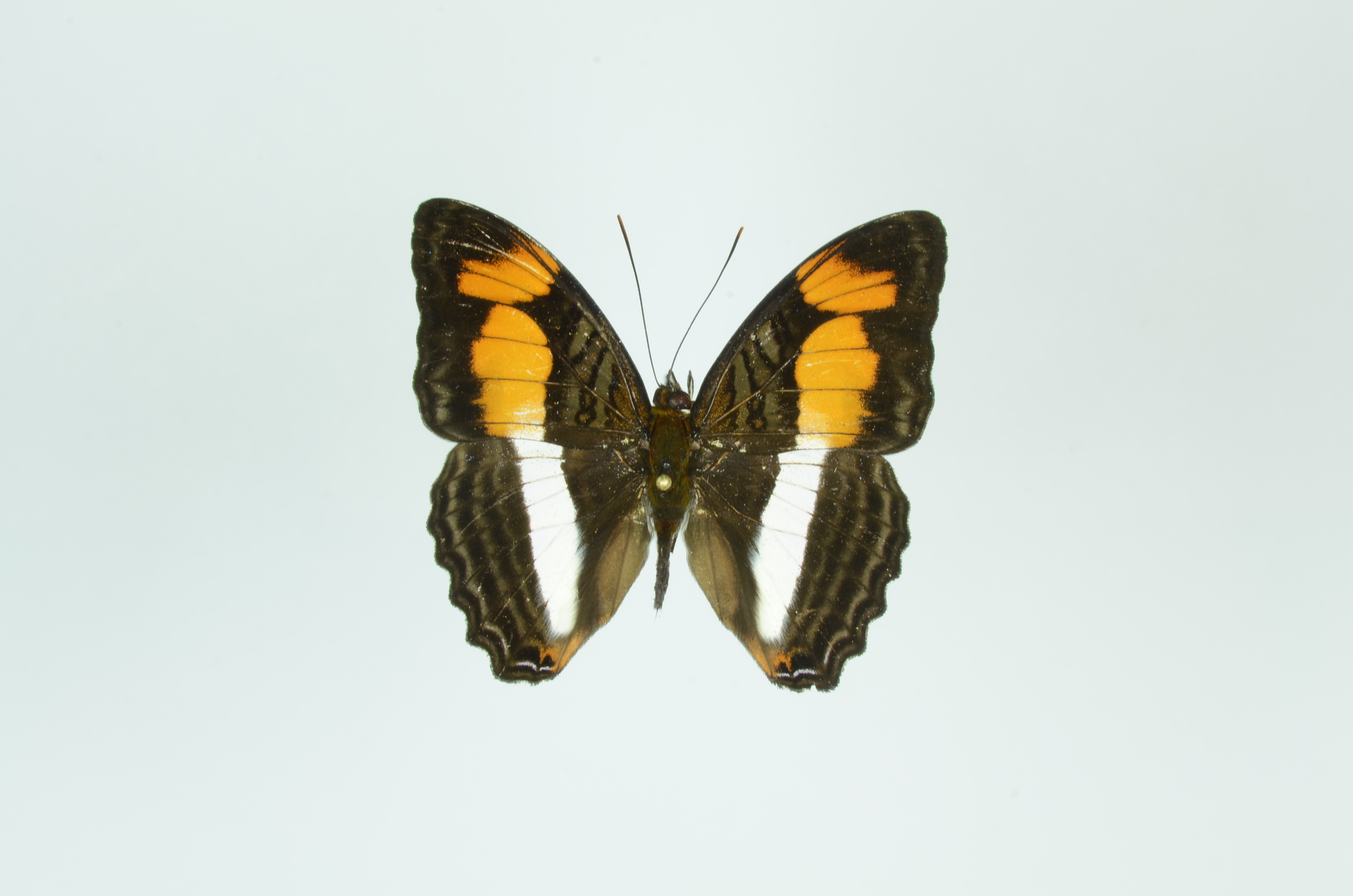
Adelpha melona
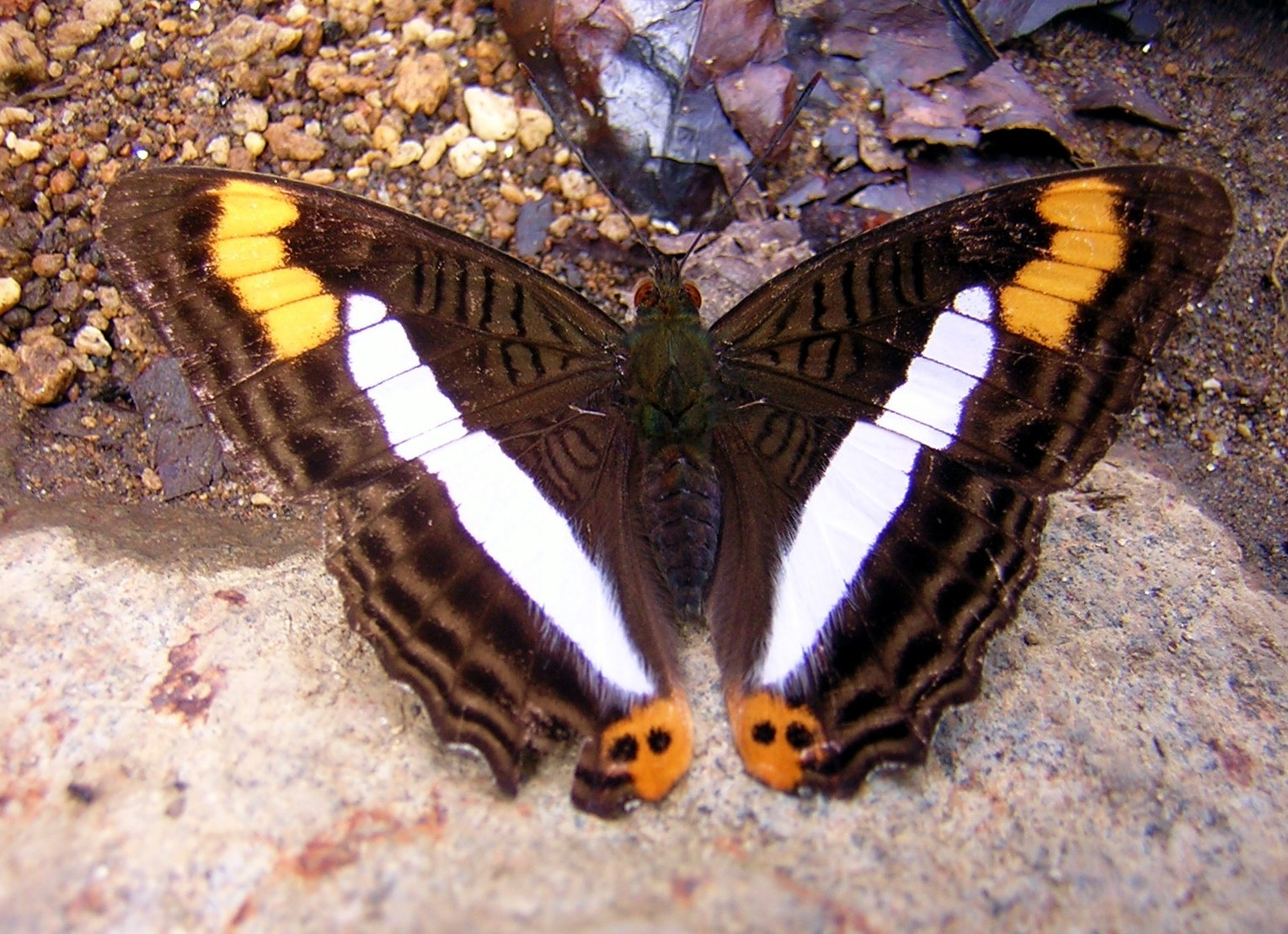
Adelpha syma
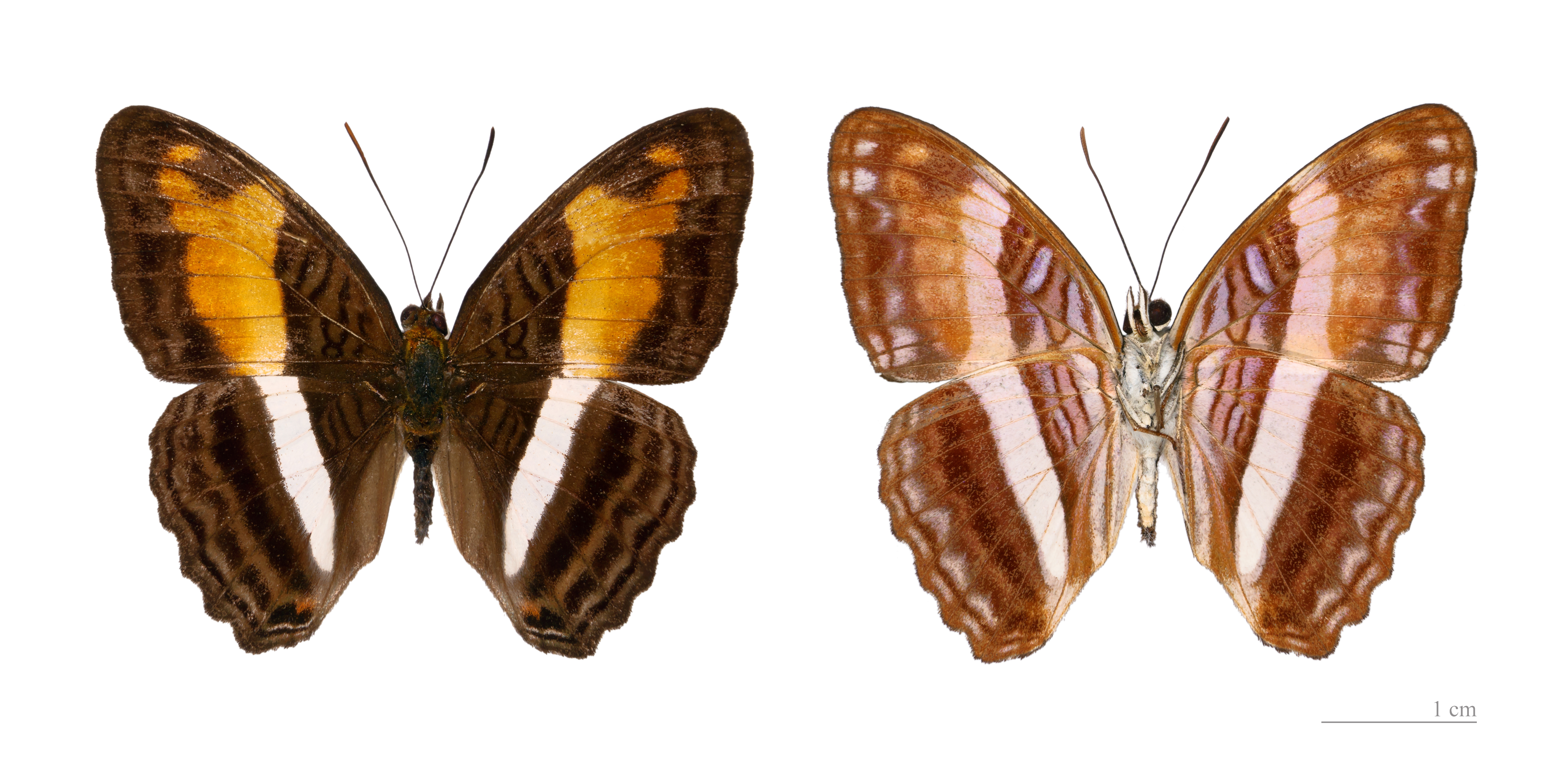
Adelpha viola- MHNT